# Ella Anderson
Ella Aiko Anderson (Ypsilanti, Míchigan, 26  de marzo de 2005) es una actriz y cantante estadounidense. Comenzó su carrera como actriz infantil, protagonizando papeles como Piper Hart en la serie de televisión de Nickelodeon Henry Danger, y también es conocida por interpretar el papel de Rachel Rawlings en la película de comedia de aventuras de 2016 The Boss.

## Biografía
Ella Anderson nació el 26 de marzo de 2005 en Ypsilanti, Michigan.

## Carrera
Ella Anderson comenzó como actriz infanti actuando desde los cinco años. Interpretó a Hazel en la serie original de Disney Channel A.N.T. Farm en 2011. También apareció en un episodio de Raising Hope, como una niña pequeña a la que se le clava una aguja en la mano. Posteriormente, apareció en las películas Touchback y The Giant Mechanical Man. Hizo más apariciones en programas de Disney en 2013, actuando en Dog with a Blog como Darcy Stewart y Liv y Maddie como Jenny Keene.
En 2014, interpretó a Mitzy en A Fairly Odd Summer de Nickelodeon. Anderson ha interpretado a Piper Hart en la serie de televisión de Nickelodeon Henry Danger desde 2014 hasta 2020, y apareció en la película Unfinished Business.
Ha interpretado a Rachel Rawlings en The Boss, y a Vicky en Mother's Day, ambas películas de 2016, y a Jeanette Walls a los 11 años junto a Brie Larson en la película de 2017 The Glass Castle.
En los últimos años, Ella ha comenzado un canal de YouTube junto con una carrera musical, lanzando sus primeros tres sencillos en 2020 y 2021.

## Filmografía
| Año  | Título                         | Rol                    |
| ---- | ------------------------------ | ---------------------- |
| 2014 | The Possession of Michael King | Ellie King             |
| 2015 | Unfinished Business            | Bess Trunkman          |
| 2016 | The Boss                       | Rachel Rawlings        |
| 2016 | Mother's Day                   | Vicky                  |
| 2017 | The Glass Castle               | Jeannette Walls (niña) |

| Año       | Título                              | Rol              | Notas                                                |
| --------- | ----------------------------------- | ---------------- | ---------------------------------------------------- |
| 2011      | Last Man Standing                   | Haley            | Película para televisión                             |
| 2011      | A.N.T. Farm                         | Hazel            | Episodios: «Creative ConsultANT» & «AmusemANT Park»  |
| 2012      | Raising Hope                        | Annie            | Episodio: «Squeak Means Squeak»                      |
| 2013      | Dog with a Blog                     | Darcy Stewart    | Episodios: «Stan's Old Owner» & «Good Girl Gone Bad» |
| 2013      | Liv and Maddie                      | Jenny Keene      | Episodio: «Fa-La-La-a-Rooney»                        |
| 2014      | A Fairly Odd Summer                 | Mitzy            | Película para televisión                             |
| 2014      | Law and Order: Special Victims Unit | Maddie Aschler   | Episodio: «Downloaded Child»                         |
| 2014-2020 | Henry Danger                        | Piper Hart       | Elenco principal                                     |
| 2015      | Nickelodeon's Ho Ho Holiday Special | Olive            | Especial de televisión                               |
| 2015      | Whisker Haven                       | Honeycake (voz)  | 2 episodios                                          |
| 2018      | The Adventures of Kid Danger        | Piper Hart (voz) | Elenco principal                                     |
| 2018      | Young Sheldon                       | Erica            | Episodios: «A Rival Prodigy and Sir Isaac Neutron»   |
| 2019      | All That                            | Ella misma       | Episodio 1105                                        |

## Premios y nominaciones
| Año  | Premio              | Categoría                                | Trabajo nominado | Resultado |
| ---- | ------------------- | ---------------------------------------- | ---------------- | --------- |
| 2020 | Kids' Choice Awards | Estrella de televisión femenina favorita | Henry Danger     | Nominada  |
| 2021 | Kids' Choice Awards | Estrella de televisión femenina favorita | Henry Danger     | Nominada  |